# Liste der Stolpersteine in Siegburg
In der Liste der Stolpersteine in Siegburg werden die vorhandenen Gedenksteine aufgeführt, die im Rahmen des Projektes Stolpersteine des Künstlers Gunter Demnig in der Stadt Siegburg verlegt worden sind.
| Bild                                                                 | Person, Inschrift | Adresse                     | Verlegedatum  | Anmerkung |
| -------------------------------------------------------------------- | --- | --------------------------- | ------------- | --- |
| Stolperstein Siegburg Brauhof Salomon Seelig                         | Hier lehrte bis 1932 ab 1939 in Köln Salomon Seelig Jg. 1868 Schicksal unbekannt                                                         | Am Brauhof ·                | 24. Juni 2003 | geboren am 29. Februar 1868 in Schlüchtern Auf dem jüdischen Friedhof in Siegburg wurde zum Gedenken an den Lehrer Salomon Seelig ein Gedenkstein aufgestellt. |
| Stolperstein Siegburg Brauhof Julie Seelig                           | Hier wohnte Julie Seelig geb. Vosen Jg. 1873 deportiert 1942 Theresienstadt 1942 Treblinka ermordet                                      | Am Brauhof ·                | 4. Dez. 2018  | geboren am 6. Juni 1873 in Gelsenkirchen |
| Stolperstein Fanny Linz, Ankergasse 9, Siegburg                      | Hier wohnte Fanny Linz Jg. 1872 deportiert 1942 Lager Much ???                                                                           | Ankergasse 9 ·              |               | geboren am 29. August 1872 in Siegburg |
| Stolperstein Siegburg Bonner Straße 13 Paul Rubinstein               | Hier wohnte Paul Rubinstein Jg. 1908 Lager Much deportiert 1942 ???                                                                      | Bonner Straße 13 ·          |               | geboren am 6. Oktober 1908 in Warszawa |
| Stolperstein Siegburg Bonner Straße 13 Johanna Rubinstein            | Hier wohnte Johanna Rubinstein geb. Wolf Jg. 1910 Lager Much deportiert 1942 ???                                                         | Bonner Straße 13 ·          |               | geboren am 11. Mai 1910 in Bad Hönningen |
| Stolperstein Elisabeth Kaufmann, Brandstraße 42, Siegburg            | Hier wohnte Elisabeth Kaufmann Jg. 1871 deportiert 1942 Ziel unbekannt ???                                                               | Brandstraße 42 ·            | 24. Apr. 2004 | geboren am 28. Oktober 1871 in Opladen |
| Stolperstein Anna Lion, Brandstraße 42, Siegburg                     | Hier wohnte Anna Lion geb. Hoffmann Jg. 1900 deportiert 1942 Ziel unbekannt ???                                                          | Brandstraße 42 ·            | 24. Apr. 2004 | geboren am 9. März 1900 in Siegburg |
| Stolperstein Hugo Koppel, Brandstraße 42, Siegburg                   | Hier wohnte Hugo Koppel Jg. 1899 deportiert 1941 Lager Much ???                                                                          | Brandstraße 44 ·            | 24. Apr. 2004 | geboren am 14. September 1899 in Schneffelrath |
| Stolperstein Paula Koppel, Brandstraße 42, Siegburg                  | Hier wohnte Paula Koppel Jg. 1905 deportiert 1941 Lager Much ???                                                                         | Brandstraße 44 ·            | 24. Apr. 2004 | geboren am 23. Mai 1905 in Schneffelrath |
| Stolperstein Elsa Koppel, Brandstraße 44, Siegburg                   | Hier wohnte Elsa Koppel Jg. 1901 interniert 1941 Lager Much deportiert 1942 Minsk ermordet in Maly Trostinec                             | Brandstraße 44 ·            | 4. Dez. 2018  | geboren am 28. Mai 1901 in Schneffelrath |
| Stolperstein Siegburg Holzgasse 21 Henriette Linz                    | Hier wohnte Henriette 'Jette' Linz geb. Hirsch Jg. 1876 Flucht 1940 USA                                                                  | Holzgasse 21 ·              |               | |
| Stolperstein Siegburg Holzgasse 21 Bernhard Linz                     | Hier wohnte Bernhard Linz Jg. 1905 verzogen Köln Flucht 1936 USA                                                                         | Holzgasse 21 ·              |               | |
| Stolperstein Siegburg Holzgasse 21 Anneliese Rosa Linz               | Hier wohnte Anneliese Rosa Linz verh. Wolff Jg. 1920 Flucht 1940 USA                                                                     | Holzgasse 21 ·              |               | |
| Stolperstein Siegburg Holzgasse 23 Berta Levy                        | Hier wohnte Berta Levy Jg. 1883 deportiert 1941 Ziel unbekannt ???                                                                       | Holzgasse 23 ·              |               | geboren am 14. Mai 1883 in Langerwehe |
| Stolperstein Siegburg Holzgasse 24 Paul Nachmann                     | Hier wohnte Paul Nachmann Jg. 1895 'Schutzhaft’ 1938 Dachau deportiert 1942 Minsk ermordet in Maly Trostinec                             | Holzgasse 24 ·              | 1. Aug. 2019  | geboren am 13. Januar 1895 in Siegburg |
| Stolperstein Siegburg Holzgasse 27 Eduard Feith                      | Hier wohnte Eduard Feith Jg. 1896 'Schutzhaft’ 1938 Dachau deportiert 1942 Minsk ermordet in Maly Trostinec                              | Holzgasse 27 ·              | 4. Dez. 2018  | geboren am 18. Mai 1896 in Siegburg |
| Stolperstein Siegburg Holzgasse 28 Max Gottlieb                      | Hier wohnte Max Gottlieb Jg. 1896 deportiert 1942 ermordet in Theresienstadt                                                             | Holzgasse 28 ·              |               | geboren am 6. Juli 1896 in Neuhof |
| Stolperstein Siegburg Holzgasse 28 Kurt Gottlieb                     | Hier wohnte Kurt Gottlieb Jg. 1932 deportiert 1942 ermordet in Theresienstadt                                                            | Holzgasse 28 ·              |               | geboren am 4. April 1932 in Linnich |
| Stolperstein Siegburg Holzgasse 31 Eduard Fröhlich                   | Hier wohnte Eduard Fröhlich Jg. 1870 1942 Lager Much deportiert 1942 Ziel unbekannt ???                                                  | Holzgasse 31 ·              | 24. Juni 2003 | geboren am 14. September 1870 in Siegburg |
| Stolperstein Siegburg Holzgasse 31 Leopold Müller                    | Hier wohnte Leopold Müller Jg. 1877 1942 Lager Much deportiert 1942 Ziel unbekannt ???                                                   | Holzgasse 31 ·              | 24. Juni 2003 | geboren am 22. Juli 1877 in Köln |
| Stolperstein Siegburg Holzgasse 31 Adela Müller                      | Hier wohnte Adela Müller geb. Fröhlich Jg. 1873 Lager Much deportiert 1941 Ziel unbekannt ???                                            | Holzgasse 31 ·              | 24. Juni 2003 | geboren am 30. Juni 1873 in Siegburg |
| Stolperstein Siegburg Holzgasse 31 Michael Fröhlich                  | Hier wohnte Michael Fröhlich Jg. 1888 Lager Much deportiert 1942 Ziel unbekannt ???                                                      | Holzgasse 31 ·              | 24. Juni 2003 | geboren am 26. Februar 1888 in Gassen |
| Stolperstein Siegburg Holzgasse 31 Sibylla Oswald                    | Hier wohnte Sybilla Oswald geb. Herz Jg. 1863 deportiert 1942 Theresienstadt 1942 Treblinka ermordet                                     | Holzgasse 31 ·              | 4. Dez. 2018  | geboren am 30. Mai 1863 in Zülpich |
| Stolperstein Siegburg Holzgasse 32 Benjamin Wallerstein              | Hier wohnte Benjamin Wallerstein Jg. 1870 Lager Much deportiert 1942 Ziel unbekannt ???                                                  | Holzgasse 32 ·              | 24. Juni 2003 | geboren am 6. Mai 1870 in Siegburg |
| Stolperstein Siegburg Holzgasse 32 Rosalie Wallerstein               | Hier wohnte Rosalie Wallerstein geb. Heymann Jg. 1879 Lager Much deportiert 1942 Ziel unbekannt ???                                      | Holzgasse 32 ·              | 24. Juni 2003 | geboren am 1. Juli 1879 in Ahrweiler |
| Stolperstein Siegburg Holzgasse 32 Cäcilia Unger                     | Hier wohnte Cäcilia Unger geb. Heymann Jg. 1888 Lager Much deportiert 1942 ???                                                           | Holzgasse 32 ·              | 24. Juni 2003 | |
| Stolperstein Siegburg Holzgasse 35 Ernst Neumann                     | Hier wohnte Ernst Neumann Jg. 1879 deportiert 1942 Ziel unbekannt ???                                                                    | Holzgasse 35 ·              |               | |
| Stolperstein Siegburg Holzgasse 35 Hedwig Neumann                    | Hier wohnte Hedwig Neumann geb. Bär Jg. 1892 deportiert 1942 Ziel unbekannt ???                                                          | Holzgasse 35 ·              |               | geboren am 11. Juni 1892 in Wissen (Sieg) |
| Stolperstein Siegburg Holzgasse 35 Julia Neumann                     | Hier wohnte Julia Neumann geb. Scherer deportiert 1941 Lager Much ???                                                                    | Holzgasse 35 ·              |               | |
| Stolperstein Siegburg Holzgasse 37–39 Ernst Baum                     | Hier wohnte Ernst Baum Jg. 1899 'Schutzhaft' 1938 KZ Dachau Flucht 1939 Belgien interniert Mechelen deportiert 1942 Auschwitz ermordet   | Holzgasse 37–39 ·           |               | |
| Stolperstein Siegburg Holzgasse 39 Salomon Schweitzer                | Hier wohnte Salomon Schweitzer Jg. 1884 deportiert 1942 Lager Much ???                                                                   | Holzgasse 39 ·              |               | |
| Stolperstein Siegburg Holzgasse 39 Ruth Stern                        | Hier wohnte Ruth Stern Jg. 1929 deportiert 1942 Lager Much ???                                                                           | Holzgasse 39 ·              |               | geboren am 27. März 1929 in Siegburg |
| Stolperstein Siegburg Holzgasse 39 Frieda Stern                      | Hier wohnte Frieda Stern geb. Marx Jg. 1886 deportiert 1942 Lager Much ???                                                               | Holzgasse 39 ·              |               | geboren am 24. August 1886 in Siegburg |
| Stolperstein Siegburg Holzgasse 39 Paula Schweitzer                  | Hier wohnte Paula Schweitzer geb. Marx Jg. 1884 interniert 1941 Lager Much deportiert 1942 Sobibor ermordet                              | Holzgasse 39 ·              | 1. Aug. 2019  | geboren am 10. Juli 1884 in Siegburg |
| Stolperstein Siegburg Holzgasse 39 Erich Albert Schweitzer           | Hier wohnte Erich Albert Schweitzer Jg. 1914 Flucht 1937 überlebt                                                                        | Holzgasse 39 ·              | 1. Aug. 2019  | |
| Stolperstein Siegburg Holzgasse 43 Rosa Bock                         | Hier wohnte Rosa Bock geb. Sternberg Jg. 1887 deportiert 1942 Riga ermordet                                                              | Holzgasse 43 ·              | 13. Feb. 2014 | geboren am 19. November 1887 in Herborn |
| Stolperstein Siegburg Holzgasse 43 Albert Bock                       | Hier wohnte Albert Bock Jg. 1915 Flucht 1936 Brasilien überlebt                                                                          | Holzgasse 43 ·              | 13. Feb. 2014 | |
| Stolperstein Siegburg Holzgasse 47 Johanna Feith                     | Hier wohnte Johanna Feith geb. Sepselon Jg. 1880 deportiert 1942 ???                                                                     | Holzgasse 47 ·              |               | geboren am 6. Januar 1880 in Löbejün |
| Stolperstein Siegburg Holzgasse 48 Standort A Helena Hirschfeld      | Hier wohnte Helena Hirschfeld Jg. 1924 deportiert 1942 Ziel unbekannt ???                                                                | Holzgasse 48 · Standort A · |               | geboren am 26. Januar 1924 in Siegburg |
| Stolperstein Siegburg Holzgasse 48 Standort A Leo Hirschfeld         | Hier wohnte Leo Hirschfeld Jg. 1875 deportiert 1942 Ziel unbekannt ???                                                                   | Holzgasse 48 · Standort A · |               | geboren am 8. Dezember 1875 in Siegburg |
| Stolperstein Siegburg Holzgasse 48 Standort A Johanna Hirschfeld     | Hier wohnte Johanna Hirschfeld geb. Treidel Jg. 1892 deportiert 1942 Ziel unbekannt ???                                                  | Holzgasse 48 · Standort A · |               | geboren am 14. März 1892 in Mayen |
| Stolperstein Siegburg Holzgasse 48 Standort B Johanna Rochmann       | Hier wohnte Johanna Rochmann geb. Kessler Jg. 1904 deportiert 1942 Richtung Osten für tot erklärt                                        | Holzgasse 48 · Standort B · |               | geboren am 20. Februar 1904 in Köln |
| Stolperstein Siegburg Holzgasse 48 Standort B Johann Ignacy Rochmann | Hier wohnte Johann Ignacy Rochmann Jg. 1893 deportiert ermordet 1941 in Buchenwald                                                       | Holzgasse 48 · Standort B · |               | geboren am 10. November 1893 in Warszawa |
| Stolperstein Siegburg Holzgasse 48 Standort B Zilly-Rosa Rochmann    | Hier wohnte Zilly-Rosa Rochmann Jg. 1931 deportiert 1942 Richtung Osten ???                                                              | Holzgasse 48 · Standort B · |               | geboren am 13. August 1931 in Siegburg |
| Stolperstein Siegburg Holzgasse 48 Standort B Kurt Rochmann          | Hier wohnte Kurt Rochmann Jg. 1933 deportiert 1942 Richtung Osten ???                                                                    | Holzgasse 48 · Standort B · |               | geboren am 2. März 1933 in Siegburg |
| Stolperstein Siegburg Holzgasse 48 Standort B Edith Rochmann         | Hier wohnte Edith Rochmann Jg. 1939 deportiert 1942 Richtung Osten ???                                                                   | Holzgasse 48 · Standort B · |               | geboren am 3. Oktober 1939 in Siegburg |
| Stolperstein Siegburg Holzgasse 49 Emma Wolf                         | Hier wohnte Emma Wolf geb. Cahn Jg. 1871 interniert 1941 Lager Much deportiert 1942 Theresienstadt 1942 Treblinka ermordet               | Holzgasse 49 ·              | 4. Dez. 2018  | geboren am 16. Oktober 1871 in Siegburg |
| Stolperstein Siegburg Holzgasse 56 Moses Walter                      | Hier wohnte Moses Walter Jg. 1860 Lager Much deportiert 1941 ermordet in Auschwitz                                                       | Holzgasse 56 ·              | 24. Juni 2003 | geboren am 31. August 1860 in Siegburg |
| Stolperstein Siegburg Holzgasse 56 Sofia Walter                      | Hier wohnte Sofia Walter geb. Herz Jg. 1872 Lager Much deportiert 1941 ermordet in Auschwitz                                             | Holzgasse 56 ·              | 24. Juni 2003 | geboren am 12. November 1872 in Zülpich |
| Stolperstein Siegburg Humperdinckstraße 12 Markus Wallerstein        | Hier wohnte Markus Wallerstein Jg. 1865 Lager Much deportiert 1941 ???                                                                   | Humperdinckstraße 12 ·      |               | geboren am 23. Februar 1865 in Siegburg |
| Stolperstein Siegburg Humperdinckstraße 12 Bertha Wallerstein        | Hier wohnte Bertha Wallerstein geb. Schulze Jg. 1870 Lager Much deportiert 1941 ???                                                      | Humperdinckstraße 12 ·      |               | geboren am 4. September 1870 in Siegburg |
| Stolperstein Siegburg Humperdinckstraße 12 Paula Wallerstein         | Hier wohnte Paula Wallerstein Jg. 1903 Lager Much deportiert 1942 ???                                                                    | Humperdinckstraße 12 ·      |               | geboren am 28. Februar 1903 in Siegburg |
| Stolperstein Siegburg Kaiser-Wilhelm-Platz 11 Aron Dunajewsky        | Hier wohnte Aron Dunajewsky Jg. 1877 deportiert 1942 Izbica ermordet                                                                     | Kaiser-Wilhelm-Platz 11 ·   | 1. Aug. 2019  | |
| Stolperstein Siegburg Kaiserstraße 20 Albert Neumann                 | Hier wohnte Albert Neumann Jg. 1873 Lager Much deportiert 1941 ???                                                                       | Kaiserstraße 20 ·           |               | geboren am 13. September 1873 in Siegburg |
| Stolperstein Siegburg Kaiserstraße 20 Karoline Neumann               | Hier wohnte Karoline Neumann geb. Heli Jg. 1883 Lager Much deportiert 1941 ???                                                           | Kaiserstraße 20 ·           |               | geboren am 7. Juni 1883 in Vallendar |
| Stolperstein Siegburg Kaiserstraße 20 Ilse Fröhlich                  | Hier wohnte Ilse Fröhlich Jg. 1919 gedemütigt/entrechtet Flucht in den Tod 12. Juni 1939 Ahlbeck/Insel Usedom                            | Kaiserstraße 20 ·           | 6. Dez. 2008  | |
| Stolperstein Siegburg Kaiserstraße 46 Selma Levy                     | Hier wohnte Selma Levy geb. Meyer Jg. 1873 deportiert 1942 ermordet in Theresienstadt                                                    | Kaiserstraße 46 ·           |               | geboren am 25. Dezember 1873 in Beuel |
| Stolperstein Siegburg Kaiserstraße 63 Henriette Vorreuter            | Hier wohnte Henriette Vorreuter geb. Oppenheim Jg. 1877 Lager Much deportiert 1942 ???                                                   | Kaiserstraße 63 ·           |               | geboren am 10. August 1877 in Velmede |
| Stolperstein Siegburg Kaiserstraße 63 Leo Levy                       | Hier wohnte Leo Levy Jg. 1904 deportiert 1942 Ziel unbekannt ???                                                                         | Kaiserstraße 63 ·           |               | geboren am 17. Dezember 1904 in Wahn |
| Stolperstein Siegburg Kaiserstraße 63 Erna Levy                      | Hier wohnte Erna Levy geb. Vorreuter Jg. 1915 deportiert 1942 Ziel unbekannt ???                                                         | Kaiserstraße 63 ·           |               | geboren am 17. September 1915 in Natzungen |
| Stolperstein Siegburg Kaiserstraße 63 Wilhelmine Walter              | Hier wohnte Wilhelmine Walter geb. Friedländer Jg. 1875 deportiert 1942 Theresienstadt ermordet 30.9.1942                                | Kaiserstraße 63 ·           | 1. Aug. 2019  | |
| Stolperstein Siegburg Kaiserstraße 108 Karl Pierkes                  | Hier wirkte Karl Pierkes Jg. 1885 im Widerstand mehrmals verhaftet 1944 KZ Oranienburg KZ Bergen-Belsen tot 1945                         | Kaiserstraße 108 ·          | 6. Dez. 2008  | Im Januar 1933 wurde der Betriebsratsvorsitzende von Klöckner-Mannstaedt zum Vorsitzenden der Siegburger SPD gewählt. |
| Stolperstein Siegburg Kaiserstraße 134 Albert Marcus                 | Hier wohnte Albert Marcus Jg. 1877 deportiert 1942 Lager Much ???                                                                        | Kaiserstraße 134 ·          |               | geboren am 3. November 1877 in Troisdorf |
| Stolperstein Siegburg Kaiserstraße 134 Amalia Marcus                 | Hier wohnte Amalia Marcus geb. Kern Jg. 1880 deportiert 1942 Lager Much ???                                                              | Kaiserstraße 134 ·          |               | geboren am 4. Juli 1880 in Rodalben |
| Stolperstein Siegburg Kronprinzenstraße 11 Ilse Falkenstein          | Hier wohnte Ilse Falkenstein Jg. 1927 deportiert 1942 Ziel unbekannt ???                                                                 | Kronprinzenstraße 11 ·      |               | geboren am 3. April 1927 in Siegburg |
| Stolperstein Siegburg Kronprinzenstraße 11 Albert Falkenstein        | Hier wohnte Albert Falkenstein Jg. 1892 deportiert 1942 Ziel unbekannt für tot erklärt                                                   | Kronprinzenstraße 11 ·      |               | geboren am 14. Februar 1892 in Troisdorf |
| Stolperstein Siegburg Kronprinzenstraße 11 Rosa Falkenstein          | Hier wohnte Rosa Falkenstein geb. Levy Jg. 1898 deportiert 1942 Ziel unbekannt für tot erklärt                                           | Kronprinzenstraße 11 ·      |               | geboren am 3. November 1898 in Wahn |
| Stolperstein Oskar Hoffmann, Kronprinzenstraße 16, Siegburg          | Hier wohnte Oskar Hoffmann Jg. 1922 deportiert 1942 Ziel unbekannt ???                                                                   | Kronprinzenstraße 16 ·      |               | geboren am 27. August 1922 in Köln Am 20. Juli 1942 wurden 1.164 jüdische Menschen aus Köln und Umgebung, darunter 335 Kinder und Jugendliche von Köln-Deutz mit dem Sonderzug DA 219 nach Minsk deportiert. Am 24. Juli 1942 wurden sie im Wald von Blagowschtschina (Vernichtungslager Maly Trostinez) erschossen. |
| Stolpersteins Hans Lion, Kronprinzenstraße 16, Siegburg              | Hier wohnte Hans Lion Jg. 1925 deportiert 1942 Ziel unbekannt ???                                                                        | Kronprinzenstraße 16 ·      |               | geboren am 12. Juli 1925 in Düren |
| Stolpersteins Walter Lion, Hans Lion, Kronprinzenstraße 16, Siegburg | Hier wohnte Walter Lion Jg. 1923 deportiert 1942 Ziel unbekannt ???                                                                      | Kronprinzenstraße 16 ·      |               | geboren am 28. August 1923 in Düren |
| Stolperstein Siegburg Luisenstraße 9 Sophie Levy                     | Hier wohnte Sophie Levy geb. Cahn Jg. 1880 deportiert 1941 Ziel unbekannt ???                                                            | Luisenstraße 9 ·            |               | geboren am 24. August 1880 in Kommern |
| Stolperstein Siegburg Luisenstraße 9 Henrietta Lichtenstein          | Hier wohnte Henrietta Lichtenstein geb. Walter Jg. 1870 deportiert 1941 Ziel unbekannt ???                                               | Luisenstraße 9 ·            |               | geboren am 9. August 1870 in Siegburg |
| Stolperstein Siegburg Luisenstraße 9 Fanny Hirsch                    | Hier wohnte Fanny Hirsch geb. Blankenstein Jg. 1874 deportiert 1942 Ziel unbekannt ???                                                   | Luisenstraße 9 ·            |               | geboren am 8. November 1874 in Altenrath |
| Stolperstein Siegburg Luisenstraße 28 Jenny Klein                    | Hier wohnte Jenny Klein geb. Meier Jg. 1891 deportiert 1941 Ziel unbekannt ???                                                           | Luisenstraße 28 ·           |               | geboren am 21. Dezember 1891 in Spich |
| Stolperstein Siegburg Luisenstraße 50 Karoline Cahn                  | Hier wohnte Karoline Cahn geb. Rosenbaum Jg. 1878 interniert 1941 Lager Much deportiert 1942 Minsk ermordet in Maly Trostinec            | Luisenstraße 50 ·           | 1. Aug. 2019  | geboren am 5. Februar 1878 in Hörnsheim |
| Stolperstein Siegburg Ringstraße 49 Rolf Nathan                      | Hier wohnte Rolf Nathan Jg. 1937 deportiert 1942 Ziel unbekannt ???                                                                      | Ringstraße 49 ·             |               | geboren am 24. November 1937 in Siegburg |
| Stolperstein Siegburg Scheerengasse 4 Artur Levy                     | Hier wohnte Arthur Levy Jg. 1908 Lager Much deportiert 1942 ermordet in Theresienstadt                                                   | Scheerengasse 4 ·           |               | geboren am 10. September 1908 in Wahn |
| Stolperstein Siegburg Samuel S. Cohn                                 | Hier wohnte Samuel S. Cohn Jg. 1885 'Schutzhaft’ 1938 Dachau interniert 1941 Lager Much deportiert 1942 Minsk ermordet in Maly Trostinec | Scheerengasse 4 ·           | 4. Dez. 2018  | geboren am 5. November 1885 in Geistingen (Hennef) |
| Stolperstein Siegburg Selma Cohn                                     | Hier wohnte Selma Cohn geb. Schwarz Jg. 1888 interniert 1941 Lager Much deportiert 1942 Minsk ermordet in Maly Trostinec                 | Scheerengasse 4 ·           | 4. Dez. 2018  | geboren am 21. Dezember 1888 in Krefeld |
| Stolperstein Siegburg Ilse Cohn                                      | Hier wohnte Ilse Cohn Jg. 1925 interniert 1941 Lager Much deportiert 1942 Minsk ermordet in Maly Trostinec                               | Scheerengasse 4 ·           | 4. Dez. 2018  | geboren am 26. Januar 1925 in Siegburg |
| Stolperstein Siegburg Waldstraße 75 Benedikt Pick                    | Hier wohnte Benedikt Pick Jg. 1895 Lager Much deportiert 1942 ???                                                                        | Waldstraße 75 ·             |               | geboren am 16. Dezember 1895 in Lwow (dt. Lemberg) |
| Stolperstein Siegburg Waldstraße 75 Thekla Pick                      | Hier wohnte Thekla Pick geb. Berger Jg. 1904 Lager Much deportiert 1942 ???                                                              | Waldstraße 75 ·             |               | geboren am 21. Mai 1904 in Bonn |
| Stolperstein Siegburg Waldstraße 75 Lisette Berger                   | Hier wohnte Lisette Berger Jg. 1867 deportiert 1942 ermordet in Theresienstadt                                                           | Waldstraße 75 ·             |               | geborene Levy, geboren am 21. März 1867 in Troisdorf |
| Stolperstein Siegburg Waldstraße 75 Louis Gramm                      | Hier wohnte Louis Gramm Jg. 1870 Lager Much deportiert 1942 ???                                                                          | Waldstraße 75 ·             |               | geboren am 8. Oktober 1870 in Demmin |
| Stolperstein Siegburg Weierstraße 3 Elisabeth Berger                 | Hier wohnte Elisabeth Berger geb. Berger Jg. 1885 Lager Much deportiert 1941 ???                                                         | Weierstraße 3 ·             |               | geboren am 14. März 1885 in Niederzissen |
| Stolperstein Siegburg Weierstraße 3 Josef Jakobs                     | Hier wohnte Josef Jakobs Jg. 1924 deportiert 1942 ermordet in Theresienstadt                                                             | Weierstraße 3 ·             |               | geboren am 2. Mai 1924 in Langerwehe |
| Stolperstein Siegburg Weierstraße 3 Marianne Jakobs                  | Hier wohnte Marianne Jakobs Jg. 1929 deportiert 1942 ermordet in Theresienstadt                                                          | Weierstraße 3 ·             |               | geboren am 4. März 1929 in Langerwehe |
| Stolperstein Siegburg Weierstraße 3 Jonas Jakobs                     | Hier wohnte Jonas Jakobs Jg. 1886 deportiert 1942 ermordet in Theresienstadt                                                             | Weierstraße 3 ·             |               | geboren am 14. Juni 1886 in Langerwehe |
| Stolperstein Siegburg Weierstraße 3 Franziska Jakobs                 | Hier wohnte Franziska Jakobs Jg. 1895 deportiert 1942 ermordet in Theresienstadt                                                         | Weierstraße 3 ·             |               | geborene Levy, geboren am 31. Oktober 1895 in Oberlahr |
| Stolperstein Siegburg Zeithstraße 8 Ruth Rothenberg                  | Hier wohnte Ruth Rothenberg Jg. 1927 deportiert 1941 Lager Much ???                                                                      | Zeithstraße 8 ·             |               | geboren am 8. Oktober 1927 in Siegburg |
| Stolperstein Siegburg Zeithstraße 8 Gustav Rothenberg                | Hier wohnte Gustav Rothenberg Jg. 1882 deportiert 1942 Lager Much ???                                                                    | Zeithstraße 8 ·             |               | geboren am 17. Januar 1882 in Stadtoldendorf |
| Stolperstein Siegburg Zeithstraße 8 Regina Schulze                   | Hier wohnte Regina Schulze Jg. 1866 deportiert 1942 ermordet in Theresienstadt                                                           | Zeithstraße 8 ·             |               | Regina Hoffmann geb. Schulze geboren am 6. Januar 1866 in Siegburg |
| Stolperstein Siegburg Zeithstraße 8 Bertha Schulze                   | Hier wohnte Bertha Schulze geb. Wallenstein Jg. 1870 deportiert 1942 ermordet in Theresienstadt                                          | Zeithstraße 8 ·             |               | Bertha Wallerstein, geboren am 4. September 1870 in Siegburg |
| Stolperstein Siegburg Zeithstraße 8 Henriette Schulze                | Hier wohnte Henriette Schulze geb. Minkel Jg. 1867 deportiert 1941 Lager Munch ???                                                       | Zeithstraße 8 ·             |               | geboren am 17. Juni 1867 in Mayen |
| Stolperstein Siegburg Zeithstraße 8 Meta Rothenberg                  | Hier wohnte Meta Rothenberg geb. Danelius Jg. 1897 deportiert 1942 Minsk ermordet in Maly Trostinec                                      | Zeithstraße 8 ·             | 1. Aug. 2019  | |
| Stolperstein Siegburg Zeithstraße 21 Jakob Falkenstein               | Hier wohnte Jakob Falkenstein Jg. 1889 deportiert 1942 Ziel unbekannt für tot erklärt                                                    | Zeithstraße 21 ·            |               | geboren am 26. August 1889 in Troisdorf |
| Stolperstein Siegburg Zeithstraße 21 Selma Falkenstein               | Hier wohnte Selma Falkenstein geb. Löwenstein Jg. 1890 deportiert 1942 Ziel unbekannt für tot erklärt                                    | Zeithstraße 21 ·            |               | geboren am 12. November 1890 in Hellenthal |